# Nationaldyr
Et nationaldyr er et dyr, der af befolkningen betragtes som dyrerigets symbol på landet. Nationaldyret kan være både officielt og uofficielt. Flere lande har ydermere kåret en nationalfugl, og nu om dage findes der også nationale krybdyr, fisk og insekter. I mange lande er nationaldyr taget direkte fra landets rigsvåben. 
I nogle lande er nationaldyr de mest oplagte unikke dyr, der lever i området, for eksempel kænguru og koala i Australien, løve i Kenya, elefant i Indien eller quetzal-fuglen i Guatemala. Hermed bliver nationaldyret også tiltrækkende for turister, der gerne vil se og opleve de unikke dyr i deres naturlige omgivelser. 
Nationaldyr er blevet meget populære symboler i nationale sportsgrene, samt symboler og maskotter for lokale sportsklubber; for eksempel er den blåfarvede løve fra Danmarks rigsvåben blevet symbol for fodboldklubben FCK. 
I sport bliver nationaldyr eller lokale klub-dyr brugt som kælenavne, og for at hurtigt og bekvemt betegne hele nationen eller klubben i medierne og af sportskommentatører - såsom Løvinderne for det engelske landshold i kvindefodbold, hvor løven også stammer fra Englands rigsvåben. 
Nationaldyr bliver også brugt som symboler og kælenavne for diverse lande i politik, politiske medier og karikaturer. 
Traditionen for, at et land bruger nationaldyr som symbol, udviklede sig fra tidligere kongelig og adelig heraldik, kendt siden antikken og middelalderen. Nationaldyr-konceptet opstod relativt sent, omkring det 19. århundrede, da der i Asien, Europa og andre verdensdele blev oprettet nationer i moderne forstand. Tidligere var der brugt heraldiske eller mytologiske symboler i de enkelte bystater eller mindre landsdele, der var personlig ejendom af en hersker. Det var dermed oplagt, at hvis der var dyr afbildet i herskerens våben eller byvåbnet, ville dyret blive betragtet som symbol for hele byen, regionen eller herredømmet.  
Den middelalderlig heraldik udviklede sig fra oprindelige klan-våben og totemsymboler for de forskellige stammer, som folkegrupper ograniserede sig i siden bronzealderen. Oftest havde dyr i stammeheraldikken egenskaber, som hele stammen gerne ville efterligne og identificere sig med, såsom en stærk okse, en hurtig hest, en skræmmende stor ørn osv.
Hermed kunne stammevåben også være mytologiske væsner, som den kinesiske drage i Kina eller enhjørning i Skotland. 

## Nationaldyr i forskellige lande

### Nationalpattedyr
Nordiske lande:
- Danmark: Egernet er Danmarks nationalpattedyr.[1]
- Grønland: Isbjørn
- Norge: Fjordhest[2]
- Sverige: Elg
- Finland: Brun bjørn

Andre lande:
- Algeriet: Fennek
- Botswana: Zebra
- Canada: Bæver[3]
- England: Bulldog
- Frankrig: Hane
- Gabon: Sort panter
- Grækenland: Delfin
- Indien: Indisk elefant
- Iran: Persisk løve
- Italien : Ulv
- Japan: Karpe
- Kenya: Løve
- Kina: Panda
- Kurdistan: Vild ged
- Libanon: Stribet hyæne
- Madagaskar: Lemurer, Zebu
- Mexico: Vaquita, jaguar
- Moldova: Urokse
- Rumænien: Los
- Rusland: Brun bjørn
- Sierra Leone: Chimpanse
- Skotland: Enhjørning
- Spanien: Tyr
- Sydafrika: Springbuk
- Tanzania: Giraf
- Tyskland: Kongeørn
- USA: Bison

### Nationalfugle
Nordiske lande:
- Danmark: Knopsvanen afløste i 1984 sanglærken som nationalfugl, en plads lærken havde holdt siden 1960.[1]
- Finland: Sangsvane[4][5]
- Færøerne: Strandskade[6]
- Island: Jagtfalk
- Norge: Vandstær[7][8]
- Sverige: Solsort[9]

Andre lande:
- Cuba: Cubatrogon
- Frankrig: Hane
- Guatemala: Quetzal
- Indien: Påfugl
- Japan: Grøn fasan
- Letland: Hvid vipstjert
- Litauen: Stork
- Mauritius: Dronte
- Palæstina: Palæstinensisk solfugl
- Polen: Havørn, stork
- Sri Lanka: Sri Lanka-junglehøne
- USA: Bald Eagle

### Nationalkrybdyr
- Indien: Kobra
- Indonesien: Komodovaran

### Nationalfisk
- Finland: Aborre
- Japan: Koi-karpe
- Thailand: Betta-fisk

### Nationalsommerfugle og insekter
- Danmark: Nældens takvinge[1]
- Finland: Skovblåfugl[10]
- Finland: Syvplettede mariehøne
- Letland: To-plettet mariehøne
- Mexico: Græshoppe

### Mytologiske væsner
- Grækenland: Fugl Fønix
- Indonesien: Garuda
- Kina: Kinesisk drage
- Skotland: Enhjørning[11]
- Ungarn: Turul-fugl
- Wales: Walisisk drage

 Dette afsnit eller denne liste er kun påbegyndt. Hvis du ved mere om emnet, kan du hjælpe Wikipedia ved at tilføje mere.